# Richard Durand
Richard Durand (vlastním jménem Richard van Schooneveld) je nizozemský DJ a producent trancu.

## Život a kariéra
Durand zahájil svoji kariéru v roce 2005 a byl Tiëstem označen jako jeho 'Tip For The Top in 2007' v časopise DJ Magazine. V tom samém roce se umístil v hlasování v DJ Magazine Top 100 DJs.
Mezi jeho prvotní tvorbu se řadí tech trance singly "Make Me Scream" a "Slipping Away", které vyšly u hudebního vydavatelství Terminal 4, ale skutečný úspěch slavil až s remixy Tiëstových singlů "Lethal Industry", "Flight 643" a "Break My Fall", a reworky písní od The Prodigy "Smack My Bitch Up" a od Snow Patrol "Chasing Cars", díky kterým ho začali hrát DJové jako Armin van Buuren, Paul van Dyk, Ferry Corsten, Judge Jules a Eddie Halliwell.
V roce 2008 Durand remixoval píseň od Fragmy "Toca's Miracle" a od Armina van Buurena "In And Out Of Love". Jeho sólová produkce zahrnuje singl "Weep" spolu se zpěvačkou Skin ze Skunk Anansie jako vokalistkou.
V roce 2009 remixoval "Madagascar" od Art of Trance a poté následovalo jeho debutové album Always The Sun, které také obsahuje tři singly "Into Something", "Always The Sun" a "No Way Home".

## Diskografie

### Singly
Vydané pod Terminal 4
- "Make Me Scream" (2005)
- "Slipping Away" (2006)
- "Sunhump 2006" (2006)
- "Any Time" (2007)
- "For the Believers 2.0" (2007)
- "Inside My Brain" (2007)
- "Submerge" (2007)
- "Sweep and Repeat" (2007)
- "Ledged Up" (2008)
- "Predator vs. Cha Cha" (2008)
- "Weep" (2008)

Vydané pod Magik Muzik
- "Always the Sun" (2009)
- "No Way Home" (2009)
- "Into Something" (2009)
- "Silver Key" (2009)
- "Tiger's Apology" (2009)
- "N.Y.C." (společně s JES) (2010)
- "Night and Day" (společně s Christian Burns) (2010)
- "Xelerate" (2010)
- "Run To You" (feat. Hadley) (2011)

### Alba
Studiová alba
- Always the Sun (2009)
- Wide Awake (2011)

Kompilace
- In Search Of Sunrise 8: South Africa (2010)
- In Search Of Sunrise 9: India (2011)
- In Search Of Sunrise 10: Australia (2012)